# Firstnah
Als firstnah beschreibt der § 19 der 1. BimSchV / Verordnung über kleine und mittlere Feuerungsanlagen vom 13. Oktober 2021 die Anordnung der Abgasmündung eines Schornsteins für feste Brennstoffe.

## Geschichte
Historisch wurden Schornsteine stets in der Mitte des Hauses bzw. an die höchste Stelle des Hauses (First) angeordnet, um ein Zurückdrücken des Abgases bei ungünstigen Winden zu verhindern. 
Landesbauordnungen des 20. Jahrhunderts regelten daher die Mündungshöhe von Schornsteinen am First mit Mindesthöhen von 40 cm über First oder mindestens 1,5 m über Dachfläche, so der Schornstein größeren Abstand vom First anzeigte. Mit Aufkommen der Außenkamine, Leichtbaukamine und doppelwandigen Edelstahlkaminen zu Beginn des 21. Jahrhunderts zeigten sich erste neue Problematiken. Die Anbringung des Schornsteins orientierte sich zunehmend architektonisch. Die Schornsteine wurden nun oft an Traufen oder Giebelseite angebracht. Die 1. BImSchV, die die Abgastemperatur wie auch Feinstaubausstoß für Feuerungsanlagen für feste Brennstoffe deutlich senkte, führte zu einem Anstieg von Problemen mit Schornsteinen. Das Novellieren der 1. BImSchV zwingt dabei Bauherren wieder zu firstnaher Anbringung des Schornsteins.

## Firstnah

### Dächer >=20° Dachneigung

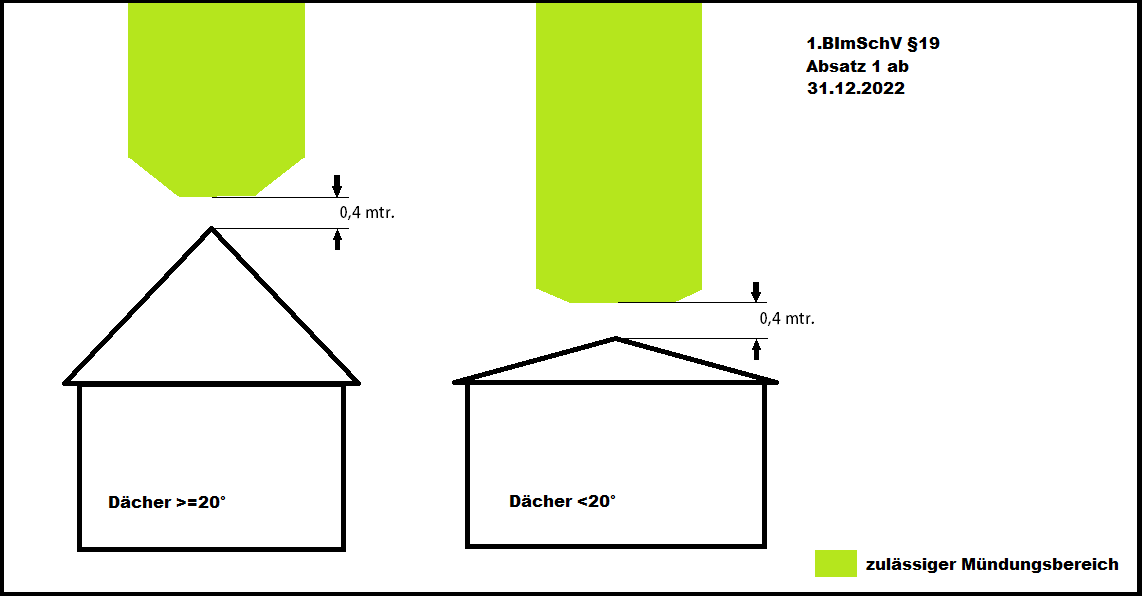
1.BImSchV §19 Absatz 1 ab 31. Dezember 2022

Nach § 19 ist bei einer Feuerungsanlage für feste Brennstoffe, die nach dem 31. Dezember 2021 errichtet wird, der Schornstein so auszuführen, dass die Austrittsöffnung des Schornsteins
- firstnah angeordnet ist und
- den First um mindestens 40 Zentimeter überragt.

Firstnah angeordnet ist die Austrittsöffnung eines Schornsteins, wenn
- ihr horizontaler Abstand vom First kleiner ist als ihr horizontaler Abstand von der Traufe und
- ihr vertikaler Abstand vom First größer ist als ihr horizontaler Abstand vom First.[2]

### Dächer < 20° Dachneigung
Bei einer Dachneigung von weniger als 20 Grad ist die Höhe der Austrittsöffnung gemäß Satz 1 Nummer 2 auf einen fiktiven Dachfirst zu beziehen, dessen Höhe unter Zugrundelegung einer Dachneigung von 20 Grad zu berechnen ist.

### Ausnahmen für firstnahe Anbringung

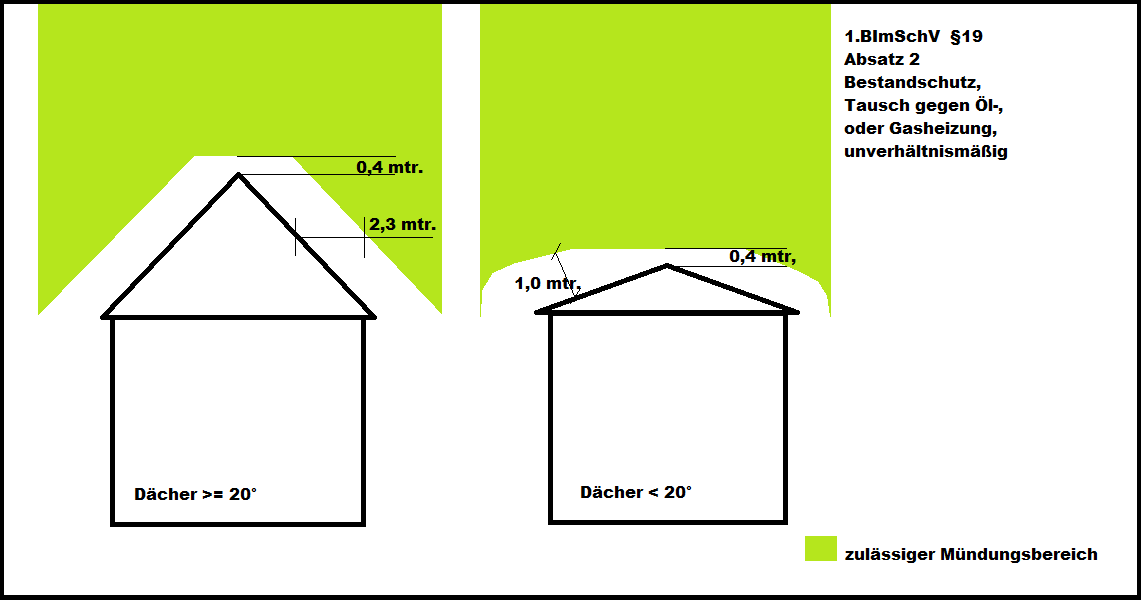
BImSchV §19 Absatz 2

Die Austrittsöffnung von Schornsteinen bei Feuerungsanlagen für feste Brennstoffe, die vor dem 1. Januar 2022 errichtet und in Betrieb genommen wurden und ab dem 1. Januar 2022 wesentlich geändert werden, oder bei der Errichtung von Feuerungsanlagen für feste Brennstoffe in einem Gebäude, das vor dem 1. Januar 2022 errichtet wurde oder für das vor dem 1. Januar 2022 eine Baugenehmigung erteilt worden ist, ist Absatz 2 anzuwenden, wenn die Anforderungen der Sätze 1 bis 6 im Einzelfall unverhältnismäßig sind, muss 
- bei Dachneigungen bis einschließlich 20 Grad den First um mindestens 40 Zentimeter überragen oder von der Dachfläche mindestens 1 Meter entfernt sein,[4]
- von mehr als 20 Grad den First um mindestens 40 Zentimeter überragen oder einen horizontalen Abstand von der Dachfläche von mindestens 2 Meter und 30 Zentimeter haben.[5]